# Aleksandr Tolouch
Aleksandr Kazimirovitch Tolouch (en russe : Александр Казимирович Толуш), né le 1er mai 1910 à Saint-Pétersbourg (Empire russe) et mort le 3 mars 1969 à Léningrad (Union soviétique), est un grand maître soviétique du jeu d'échecs. Il était l'un des mentors du champion du monde Boris Spassky.
Il a reçu les titres de maître international en 1950, celui de grand maître en 1953 et celui de maître international du jeu d'échecs par correspondance en 1965.

## Biographie
Tolouch a remporté le championnat de Léningrad en 1937 (ex æquo), 1938, 1946 et 1947 (ex æquo). Il a participé au championnat d'URSS par équipes à dix reprises.
Son meilleur résultat fut une deuxième place (+8 =6 -3), partagée avec Lev Aronine et Isaak Lipnitski, et derrière Paul Keres, en 1950. Il a fini quatrième en 1952 (+8 =7 -4), à égalité avec Isaac Boleslavski et derrière Mikhail Botvinnik, Mark Taimanov et Efim Geller), et à nouveau en 1957 (+1 =6 -5, à égalité avec Spassky et derrière Mikhaïl Tal, David Bronstein et Keres).
Son meilleur résultat international est une première place (+10 =8 -1) à Bucarest 1953, devant Tigran Petrossian, Vassily Smyslov, Boleslavski et Spassky.
En 1968, il est 2e à Keszthely (+7 =3 -1) derrière Lajos Portisch. Il remporta le tournoi de Varsovie en 1961.
Tolouch n'a jamais participé aux olympiades, mais a représenté l'URSS à deux championnat d'Europe d'échecs des nations.
Bien qu'il ne soit jamais arrivé au sommet mondial, Tolouch s'est démarqué par son style imaginatif et attaquant.
Il a travaillé comme journaliste et comme entraîneur, réputé pour avoir formé Keres et Spassky.
Sa biographie Alexander Tolush (1983) a été rédigée par son épouse, Valentina, et inclut 92 de ses parties.
Tolouch a créé le gambit Tolouch-Geller de la défense slave à haut niveau, dans les parties Tolouch-Smyslov ch URSS 1947 et Tolouch-Levenfish ch Leningrad 1947.